# 迈尔别克·谢里波夫

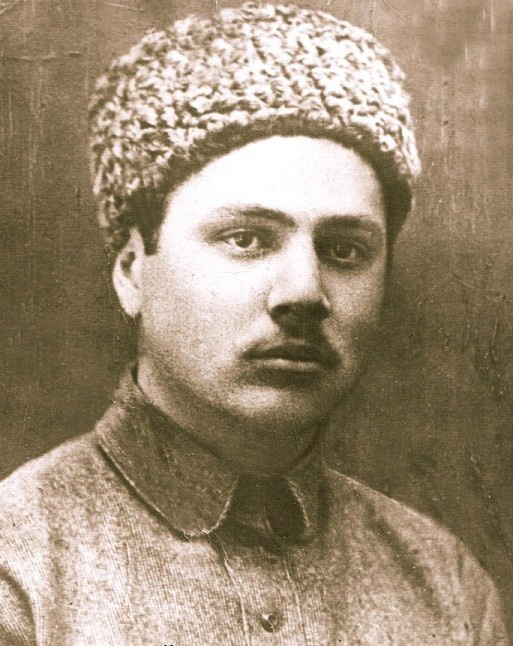
迈尔别克·谢里波夫

迈尔别克·杰马尔季诺维奇·谢里波夫（1905年 – 1942年11月7日）是1940至1944年车臣叛乱的领导人之一。谢里波夫的本职是法官，曾在車臣-印古什蘇維埃社會主義自治共和國政府任職。1941年，他加入哈桑·伊斯拉伊洛夫领导的车臣叛乱，最终于1942年11月7日在苏方的一场报复性突袭中被打死。